# 田原 (四條畷市・生駒市)
田原（たわら、たはら）は、大阪府四条畷市から奈良県生駒市にまたがる地名。

## 地理
生駒山地の北部、天野川沿岸の平野部及び山麓に位置し、天野川の西側が四條畷市上田原・下田原（旧・河内国）、東側が生駒市北田原町・南田原町（旧・大和国）となる。

## 歴史
鎌倉時代の安貞3年（1229年）には田原荘（田原庄）という荘園名が見え、河内国讃良郡に属していた。
応永26年（1419年）に書写されたという「河内国小松寺縁起」には「田原西郷 同東郷」との記述があり、少なくとも応永年間（1394 - 1428年）には田原郷や田原西郷、田原東郷という地名があり、「大和の田原」と「河内の田原」に分かれていた。
永正4年（1507年）、赤沢長経と大和国の国衆との戦いにより、大和国各地とともに戦火を被った。
また、河内田原には田原対馬守が城主だったと伝わる田原城が所在していた。田原氏は13世紀頃には田原に居住していたとみられ、南北朝期初めには南朝に付き、その後室町幕府に従って領主の地位を得たと考えられる。戦国時代に三好長慶が台頭するとそれに属したとされ、田原城は三好長慶の居城・飯盛山城の支城としての役割を担ったとみられる。田原城は16世紀後半まで城として機能し、天正9年（1581年）に田原城主だったキリシタンの田原礼幡（レイマン）が死去している。
永禄10年（1567年）、三好氏の家臣である松永久秀と三好三人衆が争う中で、田原の地侍「田原之坂上」が三人衆方から松永久秀方に寝返り、生駒谷で挙兵した。坂上氏は大和田原の北田原城主と伝わっており、田原に隣接する鷹山荘（現在の生駒市高山町）の鷹山氏に関する系図によると、鷹山弘頼の娘を娶った坂上尊忠の父・肥後守の代に田原の城主になったとされている。尊忠は天正13年（1585年）に城を離れて牢人となり、大坂の陣に豊臣方として参戦し討死したという。
天正4年（1576年）には、河内国に赴いたルイス・フロイスがキリシタンたちを見舞っており、その中には「タワラ」のキリシタンが含まれていた。
江戸時代には貝原益軒が田原を訪れ、「川の東を東田原と云、大和国也。川の西を西田原と云、河内国也」と記しているが、当時の東田原村（現在の生駒市北田原町・南田原町）が中世以前の田原東郷、西田原村（現在の四條畷市上田原・下田原）が田原西郷にあたると考えられる。
その後、慶安4年（1651年）、河内国讃良郡の西田原村は上田原村と下田原村に分かれ、明治22年（1889年）、両村ともに大阪府讃良郡田原村の大字となる。一方、大和国添下郡の東田原村は、寛文年間（1661 - 1673年）から延宝7年（1679年）までの間に北田原村と南田原村に分かれ、明治22年（1889年）、奈良県添下郡北倭村の大字となった。